# روني كيرنز
روني كيرنز (بالإنجليزية: Ronnie Cairns)‏ هو لاعب كرة قدم بريطاني في مركز جناح ‏، ولد في 4 أبريل 1934 في Chopwell ‏ في المملكة المتحدة، وتوفي في أغسطس 2016 في شمال يوركشاير في المملكة المتحدة. لعب مع بلاكبيرن روفرز وويغان أتلتيك.